# Klaviatur
Klaviatur (fra latin "klaves" – nøgle) bruges som regel om de samlede taster på musikinstrumenter som klaverer, synthesizere, orgler og harmonikaer (se tasteinstrument for en samlet oversigt). Tasterne på et klaviatur kaldes tangenter eller taster. Det kan også bruges om skrivemaskiner eller computeres tastesæt, men da bruger man oftest ordet tastatur. På musikinstrumenter med flere rækker af klaviaturer kaldes disse for manualer (af latin manus for "hånd") – dette gælder især for orgel, hvor 3 el. 4 manualer ikke er ualmindelige, men også for cembalo, hvor 2 manualer er almindelige på større instrumenter.
I forbindelse med især kirkeorgler og elorgler anvendes ofte klaviaturer som betjenes med fødderne, kaldet "pedal" (af latin pes for "fod").
Man kender klaviaturer på musikinstrumenter helt tilbage fra middelalderen. De første instrumenter som anvendte klaviatur var små orgler ("organetto" el. "portativ"), som ses afbildet på flere kalkmalerier i Danmark, bl.a. i Sæby Kirke. Cembaloet og clavichordet (15.årh.) var de første instrumenter der brugte et klaviatur som det kendes i dag. Med klavichordet og meget senere klaveret kan man intonere ved at anslå tangenten med forskellig styrke. På clavichordet kan man endda lave vibrato ("bebung") gennem tangenten. Princippet med anslagsfølsomhed er videreført i mange elektroniske tasteinstrumenter som synthesizer og elklaver.

## Omfang
Et klaviaturs omfang er benævnelsen for den dybeste og den højeste tast. Referencetasten (ofte kaldet kammertonen) benævnes a1 eller "enstrenget a". Tasten oktaven højere a², tasten oktaven lavere a, to oktaver lavere A og tre oktaver lavere A1 (el. AA). Således har et klaver almindeligvis omfanget AAA-c4 (88 taster), mens et dansk kirkeorgel har C-g3 (56 taster) og et stort cembalo har F1-f3 (61 taster).
Der findes klaviaturer, hvor der mangler taster i bassen. Dette var almindeligt anvendt i 16. – 17. årh. og benævnes kort oktav og brudt oktav. Ved at undvære et par af tasterne kunne man spare plads i instrumenterne og musikeren havde mulighed for at spænde over et større omfang end ellers i bassen. Kort oktav skrives vanligvis med skråstreg: C/E-c3 betyder at klaviaturet starter med tasten E, men at den klinger som et C. Således vil tasten F♯ klinge som D og tasten G♯ klinge som E. Halvtonerne C♯, D♯, F♯ og G♯ vil således mangle. Fra E og op til c3 er tastaturet kromatisk, dvs. med alle halvtoner. Ved brudt oktav forstås et tastatur, hvor en el. flere af halvtonerne i bassen er delt i to tangenter. I forbindelse med kort oktav kan man da alligevel få nogle af halvtonerne med i bassen.
Omfanget kan også angives mere upræcist i antallet af oktaver. Med musikkens udvikling er omfanget på tastaturet blevet forøget væsentligt. Et middelalderorgel (organetto eller portativ havde omfang på 1-2 oktaver, mens et moderne klaver har 7 1/4 oktav.

## Udseende
Klaviaturer udlægges vanligvis med en standardstørrelse for klaverer (og beslægtede instrumenter), mens cembalofamiliens instrumenter kan variere (som oftest er tasterne her smallere). Bredden af tasterne angives ved at oplyse bredden for en oktav eller for 3 oktaver "stichmass". Der er gennem tiden lavet instrumenter med væsentligt smallere tangenter, beregnet på børnehænder.
På klaverer og synthesizere er undertangenterne (heltonerne) hvide, mens overtangenterne (halvtonerne) er sorte. På cembalo og orgel er det ofte omvendt. Der findes også eksempler på taster med intarsia.
Et klaviatur spilles vanligvis med fingrene, men klokkespil kræver større bevægelse, hvorfor mekaniske klokkespil spilles med hænderne.
Ved orgel, klokkespil og synthesizer anvendes også klaviaturer beregnet på spil med fødderne. Dette benævnes pedalet og har ofte omfanget C-g2 (30 taster) for orgel og noget mindre for en synthesizer. I det 17. og 18. årh. har mange cembaloer og clavichorder ligeledes været forsynet med pedal, således at de kunne anvendes som øveinstrument for organister.

## Andre typer klaviaturer
Da man hele musikhistorien har kæmpet med at stemme et klaviaturinstrument rent (se temperament), har man arbejdet med alternative tastaturer som giver mulighed for at spille med visse rene intervaller. Billedet viser et tastatur på et cembalo, hvor halvtonen G♯ er delt i to selvstændige taster, således at forreste del er stemt som G♯ og bageste del som A♭ (med moderne stemning antager man at G♯ og A♭ er samme tone, men det betyder at kvinterne C♯-G♯ og A♭-E♭ begge er falske, som er tilfældet med den ligesvævende stemning man vanligvis anvender på et klaver. Ved at dele tangenten har hver del sin streng og de to kvinter kan stemmes rene.
Paul von Janko (1856-1919) opfandt i 1882 et klaviatur, hvor tonerne anbragtes forskudt over flere rækker, således at man kunne spænde over større omfang med hånden. Designet betød at alle akkorder og skalaer anvendte samme fingersætninger. Desuden var det muligt at lave kromatisk glissando. Klaviaturet blev ikke nogen succes, da musikerne skulle omlægge deres teknik.